# Anne L'Huillier
Anne L'Huillier (Parijs, 16 augustus 1958) is een Frans natuurkundige en hoogleraar atoomfysica aan de Universiteit van Lund in Zweden.
In 2011 ontving zij de L'Oréal-Unesco Prijs voor Vrouwen in de Wetenschap voor haar werk aan de ontwikkeling van een extreem snelle camera die de bewegingen van elektronen in één attoseconde (één miljardste van een miljardste van een seconde) kan registreren. Met Pierre Agostini en Ferenc Krausz won ze in 2023 de Nobelprijs voor Natuurkunde voor experimentele methoden die attoseconde lichtpulsen genereren voor de studie van de elektronendynamica in materie.

## Carrière
Zij ging in 1977 naar de ENS van Fontenay-aux-Roses, studeerde in 1980 voor docent wiskunde, promoveerde in het departement atomaire en moleculaire fotonen aan het centrum CEA van Saclay. In datzelfde jaar kreeg zij een vaste aanstelling bij het CEA. Zij verdedigde in 1986 een proefschrift getiteld Ionisation multiphotonique et multiélectronique aan de Université Pierre-et-Marie-Curie, vervolgens verrichtte zij postdoctoraal onderzoek aan de Chalmers Polytechnic in Göteborg in 1986, aan de University of Southern California in Los Angeles in 1988 en aan het Lawrence Livermore National Laboratory in 1993.
In 1995 werd zij universitair hoofddocent aan de Universiteit van Lund en in 1997 hoogleraar in de atoomfysica. Haar onderzoek spitst zich toe op attosecondepulsen met betrekking tot de productie van harmonischen van hoge orde in een gas en hun toepassingen, in het bijzonder in de atoomfysica.

## Attosecondefysica
Eind jaren tachtig ontdekten L'Huillier en collega's per toeval dat als een edelgas wordt beschenen met een intense infraroodlaser er hoogfrequente fotonen ontstaan met meer energie dan de fotonen van het laserlicht. Hun frequentie zijn de hogere harmonischen, of de boventonen, van die van het laserlicht. Uit theoretisch en experimenteel onderzoek bleek dat de boventonen ontstaan door een fenomeen dat "recollisie" wordt genoemd. Als de harmonische boventonen worden gecombineerd ontstaan er extreem korte lichtpulsen in de orde van attoseconden, een triljoenste (10-18) van een seconde. Dankzij attosecondenlaserpulsen werd de deur geopend naar onderzoek naar elektronen in atomen, moleculen en zelfs vloeistoffen en vaste stoffen.

## Onderscheidingen
- Chevalière de la Legion d'honneur.[6]
- Lid van de Koninklijke Zweedse Academie van Wetenschappen in natuurkunde sinds 2004.
- Zij was lid van het Nobelcomité voor Natuurkunde in 2010.
- L'Oréal-Unesco Prijs voor Vrouwen in de Wetenschap in 2011.
- Lid van de Koninklijke Zweedse Academie van Ingenieurswetenschappen in 2012.
- Blaise Pascal-medaille van de Europese Academie van Wetenschappen in natuurkunde in 2013.
- Doctor honoris causa van Université Pierre-et-Marie-Curie in 2013.
- Zeiss Research Award in 2013.
- Doctoraat honoris causa van de Friedrich-Schiller Universiteit van Jena in 2015.
- Buitenlands lid van de National Academy of Sciences van de Verenigde Staten sinds 2018.[7]
- Max Born Award van de Optical Society in 2021.[8]
- Nobelprijs voor Natuurkunde in 2023.

- Bibsys: 90732349
- Bibliothèque nationale de France: cb12253451j (data)
- CiNii: DA08293343
- Gemeinsame Normdatei: 1210861453
- International Standard Name Identifier: 0000 0003 8475 4338
- Library of Congress Control Number: n93069360
- Nationale Bibliotheek van Israël: 987007396269505171
- ORCID: 0000-0002-1335-4022
- ResearcherID: P-4379-2015
- Système universitaire de documentation: 031290515
- Virtual International Authority File: 277884515
- WorldCat: E39PBJg8DJvBwGpCD7mGQK3mh3